# 古澤流
古澤流（ふるさわりゅう）は、日本舞踊の中でも古典を中心とする地歌舞の流派である。兵庫県宝塚市と神奈川県横浜市に拠点を置く。(関東のうたは唄と書き、関西のうたは歌と書くことが学術的に認められている）
1982年、古澤侑とその長女古澤侑峯によって創流され、侑が初代家元、侑峯が2代目家元を継承している。侑と侑峯が修得してきた御殿舞松本流の流れを引き継いでいる。
初代家元古澤侑は品格の高い色香のある舞手として大阪文化祭賞他数々の賞を受賞した。1985年には奈良県飛鳥寺に古澤流の扇塚を建立。その後、扇供養と奉納舞を行っている。兵庫県から派遣されての海外公演も多数行い、1998年にはカーネギーホールにて古澤流の舞を披露した。
現在二世家元の「古澤侑峯」は幼少より御殿舞松本流を収め、ｸﾞﾘｰﾝﾘﾎﾞﾝ賞・大阪文化賞などを受賞。源氏物語54帖を舞にした「源氏舞」の作者及び振付、演者として知られている。 伊勢神宮や京都の清水寺、大覚寺、天龍寺、など日本各地および、 New Yorkカーネギーホールやケネディーセンター、イタリアのヴェッキオ宮殿、ポーランドのマルボルク城、ベルサイユのトリアノンパレス、などで公演を行ってきている。
古澤流としては弟子の育成にも力を入れており、現在は東京、群馬、宝塚、京都、大阪、滋賀、奈良で稽古場を開いている。舞の技術・心構えの指導の他にも、地歌舞を元に考案した舞体操も教え、関東関西でそれぞれ毎年古澤流としての舞の会を開催している。
2011年サンフランシスコ、2012年USA桜祭りケネディーセンターにて門下と共に古澤流の舞の公演を開催。
２019年にはフランス在住の邦楽演奏家や門下と共に日仏共同事業「ジャポニスム２０１８」参加作品として「日本の舞と音楽（地歌舞と地歌）」をパリにて開催した。
https://ufo-mai.jp/地歌舞｜古澤侑峯